# Psilopogon eximius
A Psilopogon eximius a madarak (Aves) osztályának a harkályalakúak (Piciformes) rendjébe, ezen belül a Megalaimidae családjába tartozó faj.

## Rendszerezése
A fajt Richard Bowdler Sharpe angol zoológus és ornitológus írta le 1892-ben, a Mesobucco nembe Mesobucco eximius néven. Korábban ezt a madarat a ma már elavult Megalaima nembe sorolták, Megalaima eximia név alatt.

## Alfajai
- Psilopogon eximius cyaneus (Harrisson & Hartley, 1934)
- Psilopogon eximius eximius (Sharpe, 1892)[2]

## Előfordulása
Borneó szigetén, Indonézia és Malajzia területén honos. Természetes élőhelyei a szubtrópusi és trópusi síkvidéki és hegyi esőerdők. Állandó, nem vonuló faj.

## Természetvédelmi helyzete
Az elterjedési területe korlátozott, egyedszáma ugyan csökken, de még nem éri el a kritikus szintet. A Természetvédelmi Világszövetség Vörös listáján nem fenyegetett fajként szerepel.